# SimLife
SimLife — компьютерная игра, выпущенная в 1992 году компанией Maxis. Концепция игры заключается в имитации экосистемы; игроки могут изменять генетику растений и животных, которые обитают в виртуальном мире. Смысл этой игры заключается в эксперименте и создании самоподдерживающейся экосистемы.
Создатели SimLife называют его «генетической площадкой». Игра позволяет пользователям изучать взаимодействие форм жизни и условий работы. Пользователи могут управлять генетикой растений и животных, чтобы определить смогут ли эти новые виды выживать в различных условиях Земли. Игроки могут также создавать новые миры с отличительной средой, чтобы увидеть, как определённые виды (виды Земли или самостоятельно созданные) будут жить на них.

## Игровой процесс
Смысл этой игры заключается в эксперименте и создании самоподдерживающейся экосистемы.
Создатели SimLife называют его «генетической площадкой». Игра позволяет пользователям изучать взаимодействие форм жизни и условий работы. Пользователи могут управлять генетикой растений и животных, чтобы определить смогут ли эти новые виды выживать в различных условиях Земли. Игроки могут также создавать новые миры с отличительной средой, чтобы увидеть, как определённые виды (виды Земли или самостоятельно созданные) будут жить на них. В игре доступны следующие животные: Кил-счет Тукан, Африканский слон, Серый Волк, Серые белки, Дромадер, Летучая рыба, Чёрный носорог, Гигантский Муравьед, Тигр, Ягуар, Обезьяна, Серый кенгуру, Стегозавр, Кузнечик, Лама, Корово-пёс, Дракон, Обезьянослон.
Суть игры заключается в
- Создании и изменении миров;
- Создании и изменении растений и животных на генетическом уровне;
- Дизайне среды и экосистем;
- Исследовании генетики в действии;
- Моделировании и управлении эволюции;
- Изменении физики Вселенной.

## Отзывы
Критик сайта Computer Gaming World оценил игру Simlife, заявив, что, «аккуратно преодолевая границу между развлечениями и образованием, Simlife открывает доступ к увлекательной науке генетике любому, кто этим интересуется». В 1993 году игра получила награду Codie от Ассоциации программного обеспечения и информационной индустрии как «Лучший симулятор».
Кроме того, редактор Games Finder оценил Simlife: The Genetic Playground на 7.0 из 10.
В 2011 году образец игры был выставлен в качестве экспоната в Национальном музее Игр, расположенном в Манхеттене, США.